# Esterzili
Esterzili (sardinski: Istersìli, Stersìli) je grad i općina (comune) u pokrajini Južnoj Sardiniji u regiji Sardiniji, Italija. Nalazi se na nadmorskoj visini od 731 metar i ima populaciju od 643 stanovnika.
 Prostire se na teritoriju od 100,74 km². Gustoća naseljenosti je 6 st/km².
Susjedne općine su: Escalaplano, Nurri, Orroli, Sadali, Seui i Ulassai.